# Leptopholcus tipula
Leptopholcus tipula is een spinnensoort uit de familie trilspinnen (Pholcidae). De soort komt voor op Bioko en in West- en Midden-Afrika